# Dorsten
Dorsten er en by i Tyskland i delstaten Nordrhein-Westfalen med cirka 80.000 indbyggere. Byen ligger i kreisen Recklinghausen nord i Ruhrområdet ved floden Lippe og Wesel-Datteln-kanalen.

## Historie
I 1940'erne blev etniske tyskere forvist af Sovjetunionen fra Rybnik i Oberschlesien i Polen til Dorsten. I 1994 var Rybnik og Dorsten venskabsbyer.